# Xicomecóatl
Xicomecóatl, Chicomácatl, o como lo llamó el conquistador español Bernal Díaz del Castillo, «Cacique Gordo», fue el gobernante totonaca de la ciudad de Cempoala cuando llegó el conquistador español Hernán Cortés a este lugar, el día 15 de julio de 1519.
Se trató de uno de los primeros aliados de los españoles durante la Conquista de México. Le brindó a los conquistadores cientos de soldados para protegerlos en su viaje a la ciudad de México-Tenochtitlan, capital del Imperio mexica.

## Nombre y aspecto físico
En el libro de Bernal Díaz del Castillo, Historia verdadera de la conquista de la Nueva España, se le refiere como «Cacique Gordo» al gobernante de Cempoala. Este nombre se le dio por su corpulencia, que Bernal describió como impactante.
Dejemos de burla y digamos cómo llegamos a los aposentos, y el Cacique Gordo nos salió a rescebir junto al patio, que, porque era muy gordo, ansí lo nombraré.
Las descripciones, en general, describen a Xicomecóatl como un hombre de gran corpulencia y gran altura, como describió el historiador español Francisco López de Gómara:
Eran estos indios muy diferentes de cuantos hasta allí habían visto. Porque eran más altos de cuerpo que los otros. [...] Cortés deseaba mucho informarse muy bien de las cosas de aquella tierra, y de aquel gran rey Moteczuma, y el señor no era nada recio, aunque gordo, en demandar puntos y preguntas.
Otros conquistadores y cronistas también se refirieron a este personaje de esta forma. Su verdadero nombre, según historiadores, no se sabe con seguridad, por lo que este es el nombre que se usa comúnmente. El nombre «Xicomecóatl» también se usa, pero no se sabe con certeza si este era su nombre. Otro nombre utilizado es «Chicomácatl», cuya mención más antigua que se conoce fue hecha por el historiador novohispano Fernando de Alva Ixtlilxóchitl. El origen de este nombre es posiblemente de una planta medicinal usada para curar lesiones.

## Alianza con los españoles

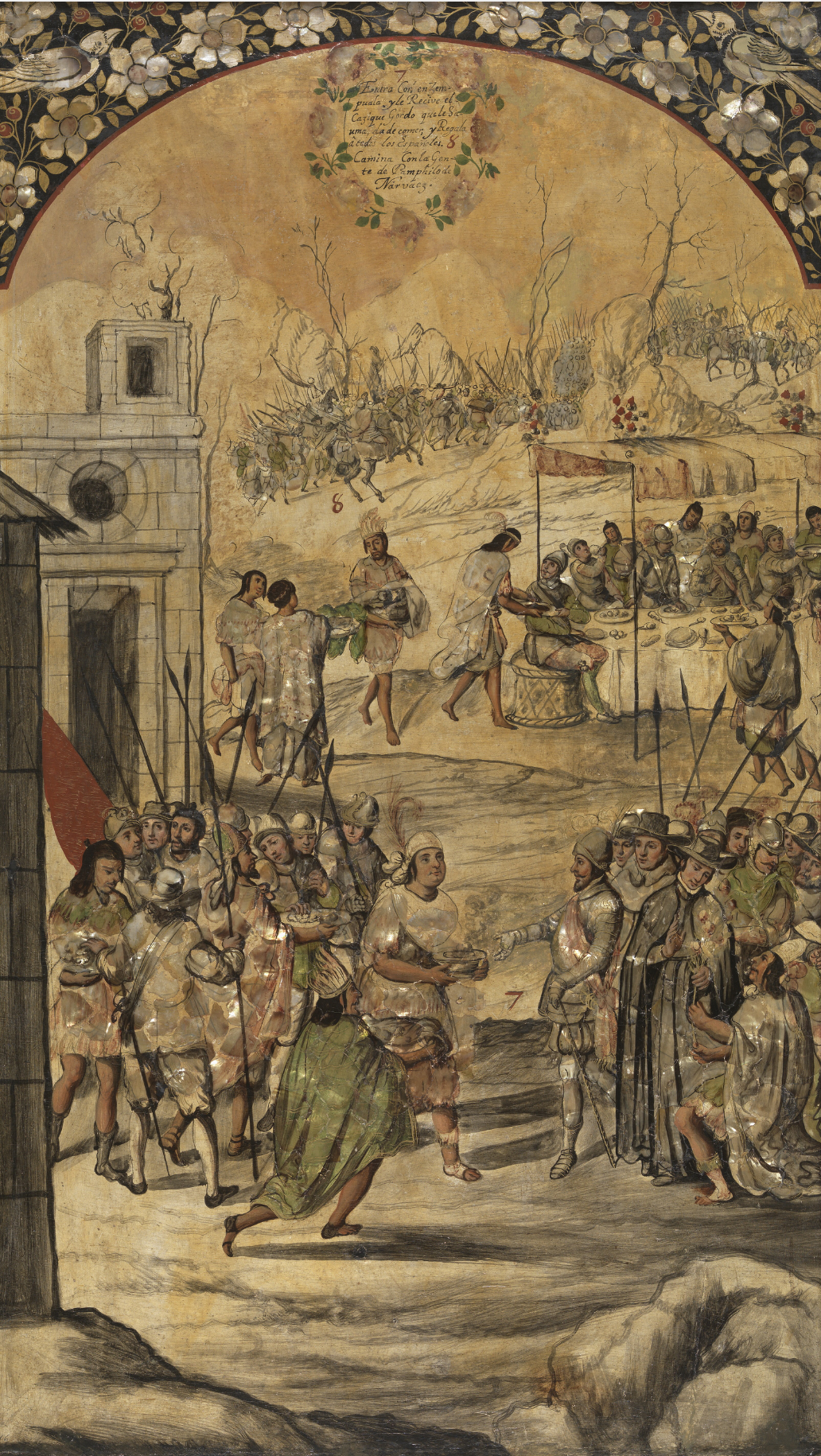
Pintura novohispana representando el momento en el que Hernán Cortés conoce a Xicomecóatl, el día 15 de junio de 1519. Juan González y Miguel González. 1698

Casi no se conocen datos sobre la infancia o juventud de Xicomecóatl, con datos como su fecha y lugar de nacimiento, padres, y otros detalles siendo desconocidos.
Según Bernal Díaz del Castillo y Hernán Cortés, su pueblo estaba siendo sometido por el emperador Moctezuma II, quien demanda enormes tributos a este pueblo que difícilmente podían pagar, y que no se atrevían a quejarse de esto por miedo a lo que podría llegar a hacer el emperador contra la gente del pueblo. Algunos piensan que en realidad este no era el caso, y que Cempoala no se trataba de uno de los pueblos sometidos del imperio, sino que Xicomecóatl estaba intentando convencer a los españoles para transformarlos en sus aliados en contra de Moctezuma, al igual que brindarle más fuerza y poder a los pueblos aliados de Cempoala.

### Conociendo a Cortés
Xicomecóatl conoció al capitán español Hernán Cortés el día 15 de julio de 1519. Según Díaz del Castillo, Cortés fue llevado hasta la ciudad por varios indígenas que sirvieron de guía para los españoles:
Y como dormimos en aquel poblezuelo donde nos aposentaron los doce indios que he dicho, y después de bien informados del camino que habíamos de llevar para ir al pueblo que estaba en el peñol, muy de mañana se lo hicimos saber a los caciques de Cempoal cómo ibamos a su pueblo, y que lo tuviesen por bien. Y para ello envió los seis indios por mensajeros, y los otros seis quedaron para que nos guiasen.

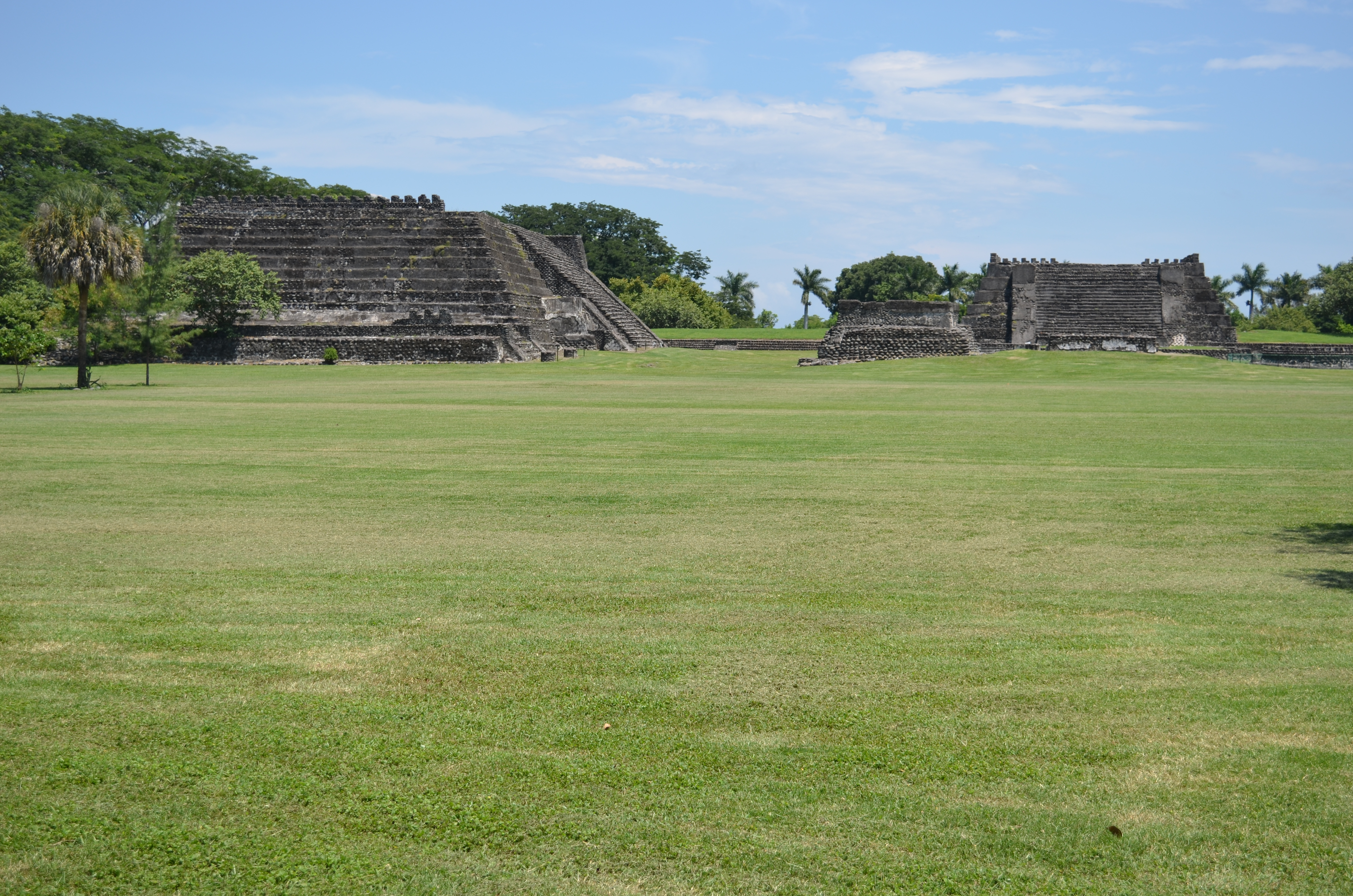
Plaza principal de Cempoala

Los españoles fueron bienvenidos a la ciudad, y fueron recibidos por Xicomecóatl en el centro del pueblo. Los españoles describen haber estado sumamente impactados con el aspecto de la ciudad, la cual varios españoles llamaron «Villaviciosa» o Sevilla:
E ya que ibamos entrando entre las casas, desde que vimos tan grande pueblo, y no habíamos visto otro mayor, nos admiramos mucho dello. Y como estaba tan vicioso y hecho un vergel, y tan poblado de hombres y mujeres, las calles llenas, que nos salían a ver, dábamos muchos loores a Dios, que tales tierras habíamos descubierto.
Cortés fue recibido en el patio del palacio, donde se abrazaron los dos, como muestra de bienvenida. El gobernante les ofreció a los españoles una gran cantidad de comida, como "ciruelas" y pan de maíz, dentro de unos aposentos que los españoles describieron que era «tan grandes que cabíamos todos». Tras haber comido, Cortés, junto a doña Marina (también conocida como La Malinche) y Gerónimo de Aguilar, quienes sirvieron como sus interpretadores y traductores, se reunieron con Xicomecóatl hablar. El gobernante también dio varios regalos a Cortés, como joyas y oro. Según Díaz, Cortés comenzó a hablar:
Y Cortés le dijo, con doña Marina y Aguilar, que él se lo pagaría en buenas obras; e lo que hobiese menester, que se lo dijesen, que él lo haría por ellos, porque somos vasallos de un tan gran señor, que es el emperador don Carlos, que manda muchos reinos y tierras, y que nos envía para deshacer agravios y castigar a los malos y mandar que no sacrifiquen más ánimas, [...]

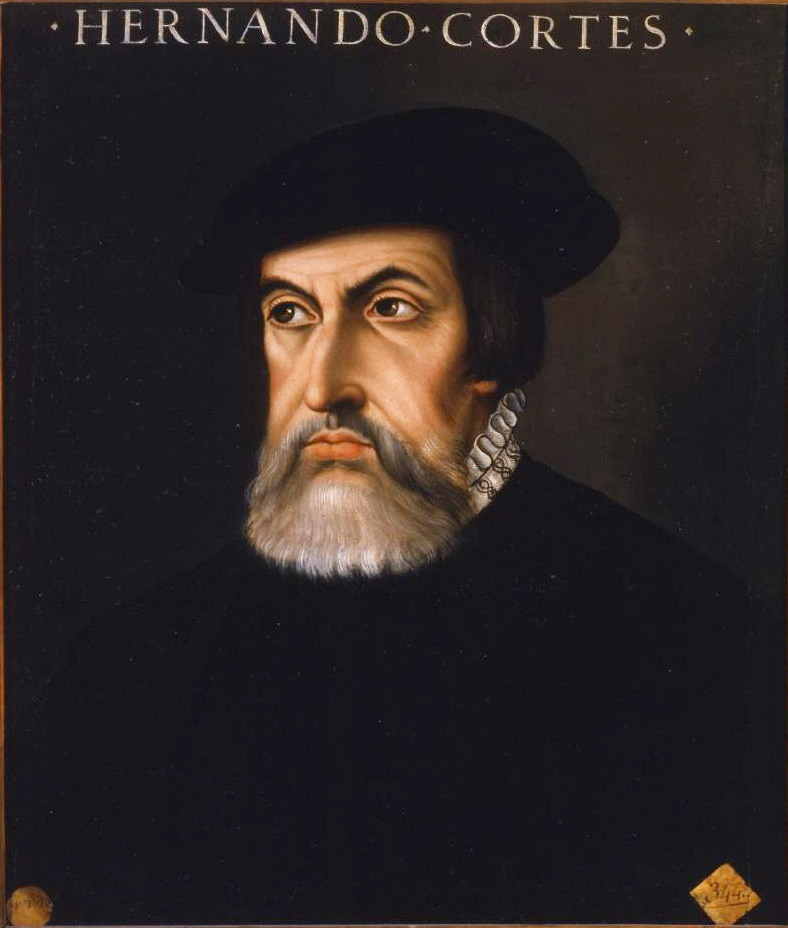
Hernán Cortés

Tras decir esto, Xicomecóatl comenzó a expresar sus quejas sobre Moctezuma, sobre los tributos y la opresión, afirmando que Cempoala solía ser un pueblo pacífico y libre hasta ser conquistados por el Imperio mexica. Díaz describe que las quejas llegaron a ser de tal magnitud que llegó a decirlas entre suspiros de ira y lágrimas. Cortés dijo comprender al gobernante, y que tomaría acciones al respecto y apoyaría a Cempoala en su búsqueda por la libertad. Existe la teoría de que Xicomecóatl posiblemente estaba mintiendo acerca de esta opresión para obtener una ventaja sobre otros pueblos, aunque esto es debatible.A partir de este momento, los conquistadores españoles y los totonacas se volverían facciones aliadas durante la guerra de la conquista de Tenochtitlán.

### Alianza a España

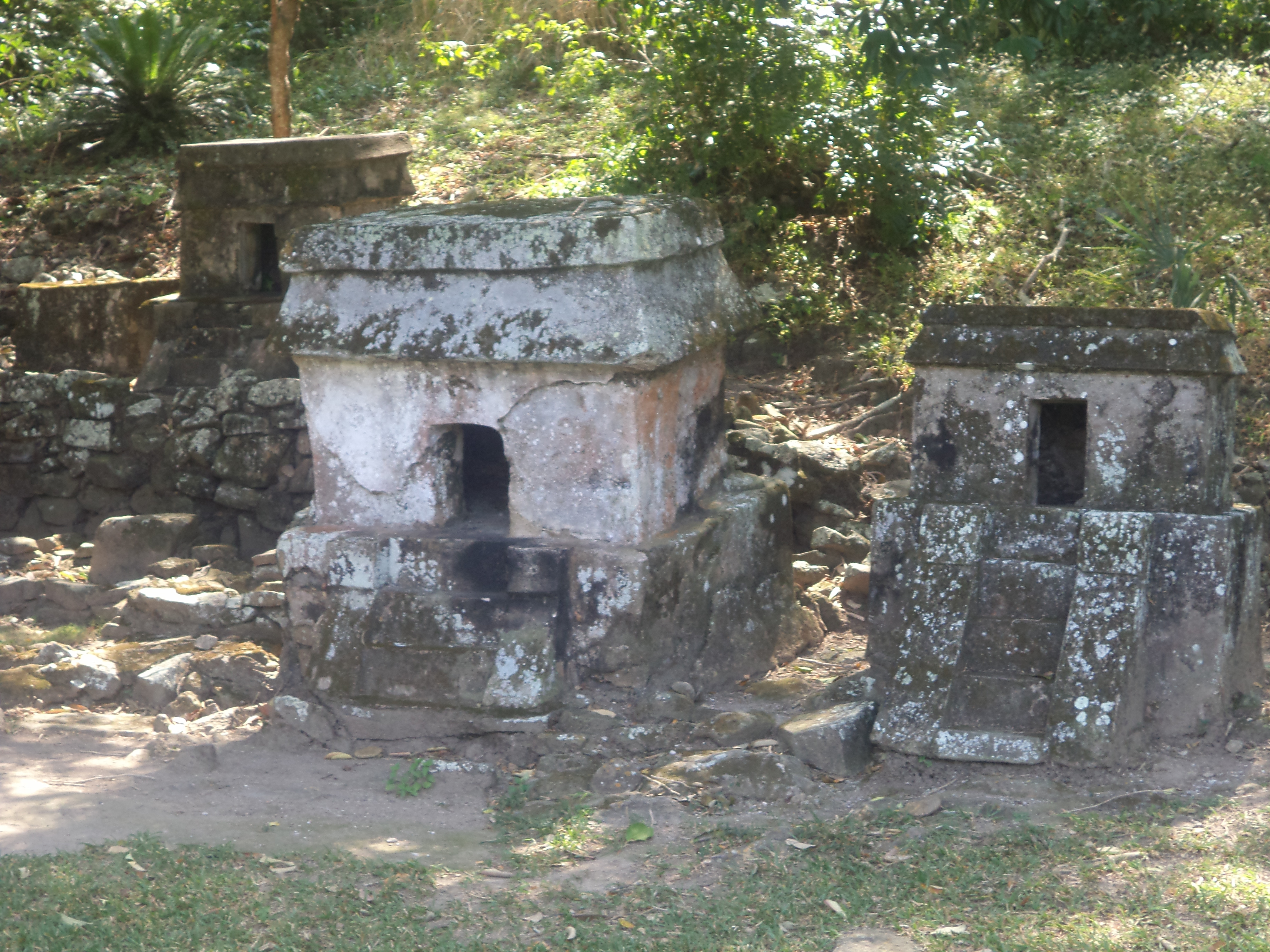
Ciudad de Quiahuiztlán, donde Cortés se enteró sobre los recaudadores de Moctezuma y realizó una alianza con otros 30 pueblos totonacas

Xicomecóatl se mostró sumamente amistoso a los españoles, empezando por entregarles más de 400 trabajadores para servirles, o «tamemes», como describió Díaz, lo cual impresionó a los españoles. Más tarde, Cortés decidió ir a la ciudad totonaca de Quiahuiztlán, aliados de Cempoala, para realizar una gran alianza entre varios pueblos totonacas y los españoles.

Xicomecóatl decidió ir también a esta ciudad, junto a varios hombres importantes de su gobierno, para hablar con Cortés y los políticos del pueblo, según dice Díaz:
Y estando en estas pláticas, vinieron luego a decir a Cortés que venía el Cacique Gordo de Cempoal en andas y a cuestas de muchos indios principales. Y desde que allegó el cacique, estuvo hablando con Cortés juntamente con el cacique y otros principales de aquel pueblo, dando tantas quejas de Montezuma.
Él, y otros hombres en el lugar llegaron a expresar tantas quejas sobre Moctezuma que Díaz dice no poder acordarse de varias de ellas. Después de estas quejas, Cortés decidió calmar la situación, afirmando que no había nada que temer debido a que él los protegería de cualquiera que intente atacarlos. Más tarde, llegó la noticia de que habían llegado cinco recaudadores de tributo de Moctezuma a la ciudad para cobrar tributo al pueblo. Algunos conquistadores describen que los políticos del lugar se asustaron tanto por la noticia que «temblaban de miedo al verlos». Xicomecóatl y los otros se fueron a pagar tributo a los recaudadores, quienes demandaron 20 personas, mujeres y hombres, para ser sacrificadas a Huitzilopochtli. Esta demanda preocupó enormemente a los señores, quienes empezaron a discutir acerca del tema, con los señores de Quiahuiztlán culpando a Xicomecóatl por permitir que los españoles se hospedaran en los pueblos sin permiso previo de Moctezuma, Cortés pidió que se calmaran, y que no había de que preocuparse, debido a que él los protegería, y que la presencia de los españoles no era una razón para preocuparse.
Más tarde, Cortés decidió mostrar su alianza a Xicomecóatl a partir de ordenar el arresto inmediato de los recaudadores. Los recaudadores fueron arrestados, y los españoles sugirieron que a partir de ahora los pueblos totonacas no deberían pagar tributo a Moctezuma. La noticia del arresto de los recaudadores y la rebelión contra Moctezuma se escuchó en varias partes del imperio. Fue en este punto donde supuestamente una gran cantidad de totonacas comenzaron a ver a los españoles como dioses. Xicomecóatl y el resto de los señores de Cempoala, tras el arresto, ordenaron que los recaudadores sean sacrificados. Cortés decidió intervenir y dijo que no quería que los mataran, sino que él mismo los mantendría presos. Los señores aceptaron la propuesta de Cortés de le dejaron a él los prisioneros. Sin embargo, Cortés tenía otras intenciones. En la medianoche de ese mismo día, dos de los prisioneros "escaparon", pues habían sido clandestinamente liberados por Cortés con la intención de que le dijeran a Moctezuma que él no tenía malas intenciones, y que en realidad eran leales a él y al Imperio. A la mañana siguiente, Xicomecóatl descubrió sobre la fuga, lo cual lo molestó, y expresó que quería sacrificar a los otros tres prisioneros que quedaban. Cortés decidió pretender estar molesto por la situación también para evitar levantar sospechas, pero Cortés intervino nuevamente sugiriendo que los prisioneros sean puestos en los barcos de Cortés para evitar que "escapen". Nuevamente, los prisioneros no aparecieron al día siguiente. Los señores de Cempoala continuaron mostrando preocupación acerca del tema de los tributos, afirmando que Moctezuma iba a matarlos a todos. Cortés, confiado, afirmó que nada iba a ocurrir.

### El problema de Tizapanzinco
Más tarde, Xicomecóatl, junto a varios otros señores de Cempoala, decidió ir con Cortés para hablar de un tema de "gran emergencia". Le dijeron a Cortés que había un pueblo cercano a Cempoala llamado Tizapancinco, el cual estaba planeando una conspiración contra los españoles. Xicomecóatl afirmó que el pueblo estaba a solo unos pocos días de distancia si caminaban, y que el pueblo era sumamente peligroso, pues tenía una enorme cantidad de soldados mexicas planeando acabar con los españoles y los totonacas. También afirmaron que causaban varios problemas a la gente de totonaca, pues eran bárbaros que habían llegado a saquear del pueblo y causaban destrucción en la ciudad, y los españoles tenían que hacer algo al respecto. Cortés, no conociendo mucho de la región, confió en Xicomecóatl y decidió tomar acción sobre la situación.
Existen dos versiones completamente diferentes de la historia sobre este tema. La historia que contó Bernal Díaz del Castillo es la siguiente:
Cortés logró convencer a varios señores de Cempoala para traer 100 «tamemes» para cargar armas españolas a aquel pueblo y 2000 soldados de Cempoala en 4 divisiones. Al día siguiente, Cortés entonces fue rumbo a este lugar con 400 soldados, 14 jinetes y los 2000 soldados de Cempoala, preparado para cualquier batalla. Logró acercarse al pueblo y Fue entonces cuando de repente salieron ocho señores del pueblo llorando y suplicando piedad, preguntando «¿Por qué nos quieren matar? No hemos hecho nada malo.». Después le explicaron a Cortés que no atacaron porque en realidad no eran un pueblo guerrero ni planeaban una conspiración, pero que era probable que Xicomecóatl haya dicho lo contrario debido a conflictos que Cempoala y Tizapanzinco habían llegado a tener en el pasado por disputas territoriales y de otros tipos.
Historiadores como Francisco López de Gómara, sin embargo, ofrecen una historia completamente diferente; según Gómara, una vez los soldados de Cempoala y españoles se habían organizado, fueron a Tizapanzinco sin avisar. Cuando los soldados ya se estaban acercando al pueblo, la guarnición de mexicas en el pueblo salió pensando que iban a pelear únicamente con los totonacas, pero cuando vieron a los españoles con sus caballos y barbas, éstos se asustaron y comenzaron a huir, intentando volver a pueblo, que estaba fortificado, lo más rápido que pudieron. Sin embargo, no fueron capaces de entrar por las fortificaciones y fueron prontamente alcanzados por las tropas de Cortés. Los mexicas se vieron forzados entonces a forzar su entrada al pueblo, causando un gran disturbio en él. Una vez habían entrado, intentaron impedir la entrada a las tropas de Cortés, pero no consiguieron cerrar el sitio a tiempo, por lo que los españoles entraron rápidamente. Una vez llegaron, Cortés ordenó que todos los soldados mexicas en el sitio fueran desarmados y expulsados, pero que no se le hiciese daño a los ciudadanos inocentes. Tras su victoria, Cortés volvió a Cempoala, donde recibió muchos honores y respeto de parte de los ciudadanos. Después de esto, los españoles se fueron a Veracruz, donde celebraron su victoria y enviaron un quinto del rey a Carlos I de España.

Bernal Díaz del Castillo afirma que la historia contada por Gómara no es cierta, criticando los escritos de Gómara abiertamente en su obra: 
Y esta de Cingapacinga fue la primera entrada que hizo Cortés en la Nueva España, y fue de harto provecho, y no como dize el Coronista Gómara, que matamos y prendimos, y asolamos tantos millares de hombres en los de Cingapacinga: y miren los curiosos que esto leyeren, quanto va el uno al otro, por muy buen estilo que lo dize en su Coronica, pues pues en todo lo que escrive no passa como dize.

#### Regreso a Cempoala

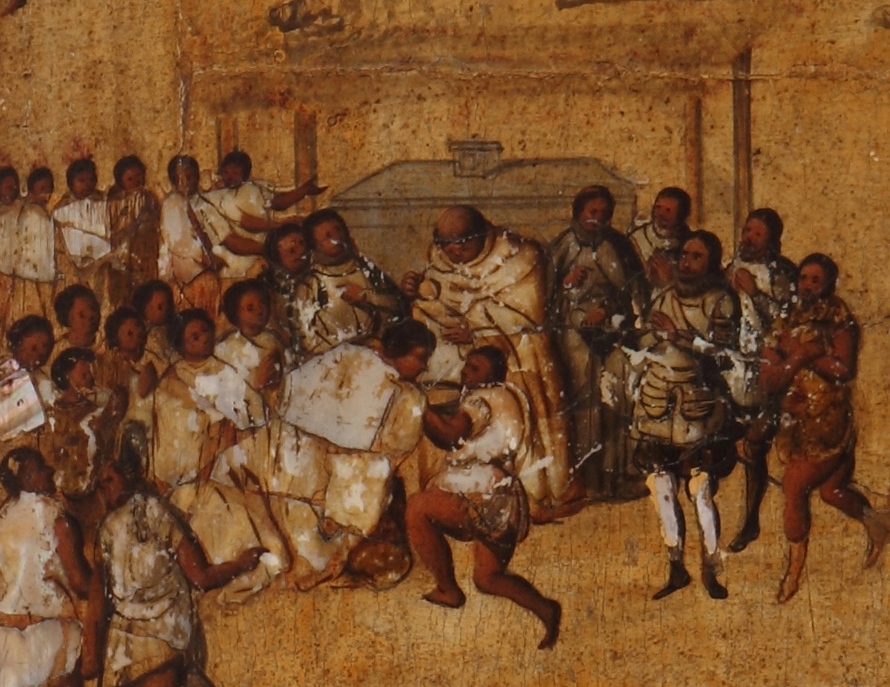
El bautizo de las ocho mujeres ofrecidas por Xicomecóatl. Miguel González. 1696 o 1715

Según Díaz del Castillo, tras la explicación, los señores suplicaron que no avancen más y den fin a la situación. Tras esto, Cortés ordenó que los guerreros de Cempoala que habían sido enviados con los conquistadores se detengan, pero para cuando fueron detenidos, ya habían saqueado varias casas y edificios, lo cual enojó a Cortés. En respuesta a esto, el inmediatamente ordenó que los objetos robados sean devueltos, y amenazó con que los españoles matarían a todos los de Cempoala si volvían a intentar saquear a un pueblo y mentir a los españoles. Los señores y comandantes de Cempoala responsables se disculparon y devolvieron los objetos a Tizapanzinco.
A la mañana siguiente, los españoles, custodiando a los guerreros de Cempoala, finalmente volvieron a la ciudad.
Durante el camino a Cempoala, Cortés se dio cuenta de que un soldado español, llamado Hulano de Mora, había colaborado en los saqueos y había robado dos animales. Tras esto, fue condenado a muerte en la horca, pero fue rescatado por el conquistador Pedro de Alvarado, quien cortó la soga mientras se asfixiaba en ella. También realizaron alianzas con otros pueblos aliados a Tizapanzinco.
Cuando llegaron los españoles y los otros soldados a Cempoala, Xicomecóatl había preparado unas chozas y comida para ellos. Cuando llegaron los españoles, XIcomecóatl, con varios señores del pueblo, se disculpó por la situación y entendió que estaba mal el haber intentado usarlos de semejante forma. Cortés aceptó la disculpa y los españoles durmieron en aquel sitio.
Según Gómara, los españoles comenzaron a construir edificios y organizar el sistema de Veracruz, y también mandaron el quinto del rey, con varios pedazos de oro, aunque no de mucho valor, plumajes, ropa, joyería y algunos libros del lugar (¿posiblemente refiriéndose al Códice de Madrid?). Cortés también intentó aprovechar el momento para traer unos indígenas locales y evitar sacrificios. Para ello volvió a Cempoala y pidió a Xicomecóatl que no sacrificaran ninguna de las víctimas de sacrificio que tenían, y en su lugar se los dieran a los españoles para ser llevadas en los barcos. Sin embargo, los señores de la ciudad no aceptaron la propuesta por motivos religiosos. Aun así, los españoles lograron tomar, con métodos no especificados, a cuatro personas, incluyendo dos mujeres, voluntarias para ser sacrificadas, que se encontraban bailando en la ciudad y pidiendo ofrendas para el sacrificio. Más tarde, Cortés volvió a Veracruz, donde posteriormente se encargó del envío de la primera Carta de relación al rey Carlos I de España el día 26 de julio de 1519, con los barcos estando bajo el mando de Alonso Hernández Portocarrero y Francisco de Montejo. Sin embargo, prontamente hubo un motín realizado en contra de Cortés, donde intentaron usar los navíos para volver a Cuba y entregar el quinto y la Carta de relación al gobernador Diego Velázquez de Cuéllar. Cortés se enteró rápidamente, y sentenció a un escudero llamado Juan y un piloto llamado Diego Cermeño a morir en la horca. Tras el intento del sabotaje, Cortés ordenó que todos los navíos fueran destruidos para evitar que hubiera motines o soldados que intentasen salir de México. Después de esto, regresó a Cempoala con 150 soldados.
Según Díaz, sin embargo, la llegada a Veracruz y el envío del quinto no sucedió hasta después de irse de Cempoala.

Al día siguiente, los señores y españoles volvieron a sus aposentos en la ciudad. Cortés, entonces, sugirió que lo mejor sería fortalecer la relación entre Cempoala y España a partir de traer mujeres, para cazarse entre españoles y totonacas. Xicomecóatl otorgó ocho hijas de señores y gobernantes de Cempoala y otros pueblos cercanos, una de las cuales, bautizada con el nombre doña Catalina, era familiar del propio Xicomecóatl. Cortés recibió la sobrina del gobernante, y Alonso Hernández Portocarrero recibió la hija de un gobernante y sobrino de Xicomecóatl llamado Cuesco, bautizada con el nombre doña Francisca, según Díaz. Xicomecóatl entonces dijo:
«Señor, estas mujeres son para los capitanes que tienes, y esta, mi sobrina, es para ti. Ella es gobernante de una región.»
Cortés la recibió alegremente, según describe Díaz, pero le dijo a Xicomecóatl que para mantener una hermandad fija entre los españoles y Cempoala, tenían que dejar de sacrificar gente, y que para aceptar a las mujeres como sus esposas, ellas tenían que dejar a sus dioses indígenas. Cortés aseguró que si hacían esto, serían ofrecidos provincias. En general, Cortés pidió que se dejaran los sacrificios, abandonar la religión azteca, y erradicaran la sodomía, pero los sacerdotes se rehusaron.

#### La sexualidad de Xicomecóatl, los sacrificios y más
Varios cronistas afirman que Xicomecóatl no tenía esposa ni ninguna mujer, ni tampoco hijos, y que en realidad él era homosexual y tenía sexo con hombres, al igual que otros miembros de la corte. Según José Antonio Crespo Mendoza, historiador mexicano, Xicomecóatl tenía en su corte 50 hombres, de edades alrededor de los 20 años, quienes le servían para su placer sexual. Díaz del Castillo lo describe:
Y según decían e alcanzamos a saber, aquellos papas eran hijos de principales y no tenían mujeres, mas tenían el maldito oficio de las sodomías, [...]
Para los españoles cristianos, la homosexualidad era un pecado el cual los totonacas practicaban comúnmente. La homosexualidad de Xicomecóatl y de otros señores, sin embargo, era la menor de sus preocupaciones. Según dice Bernal Díaz del Castillo, en Cempoala los sacrificios humanos eran sumamente comunes:
Y cada día sacrificaban delante de nosotros tres o cuatro o cinco indios, y los corazones ofrescían a sus ídolos, y la sangre pegaban por las paredes y cortábanles las piernas y los brazos y muslos, [...]
Díaz también afirma que se cometía canibalismo, diciendo que ellos comían las partes del los cuerpos de los sacrificados, y hasta dice creer recordar que las partes del cuerpo se vendían en carnicerías y en los tianguis (mercados). Los españoles describían estar horrorizados por estas prácticas, y Cortés intentó convencer a los sacerdotes y gobernantes del pueblo para que dejen estas prácticas, pero al rehusarse, hubo ciertos problemas entre los españoles y totonacas.

### Profanación de templos

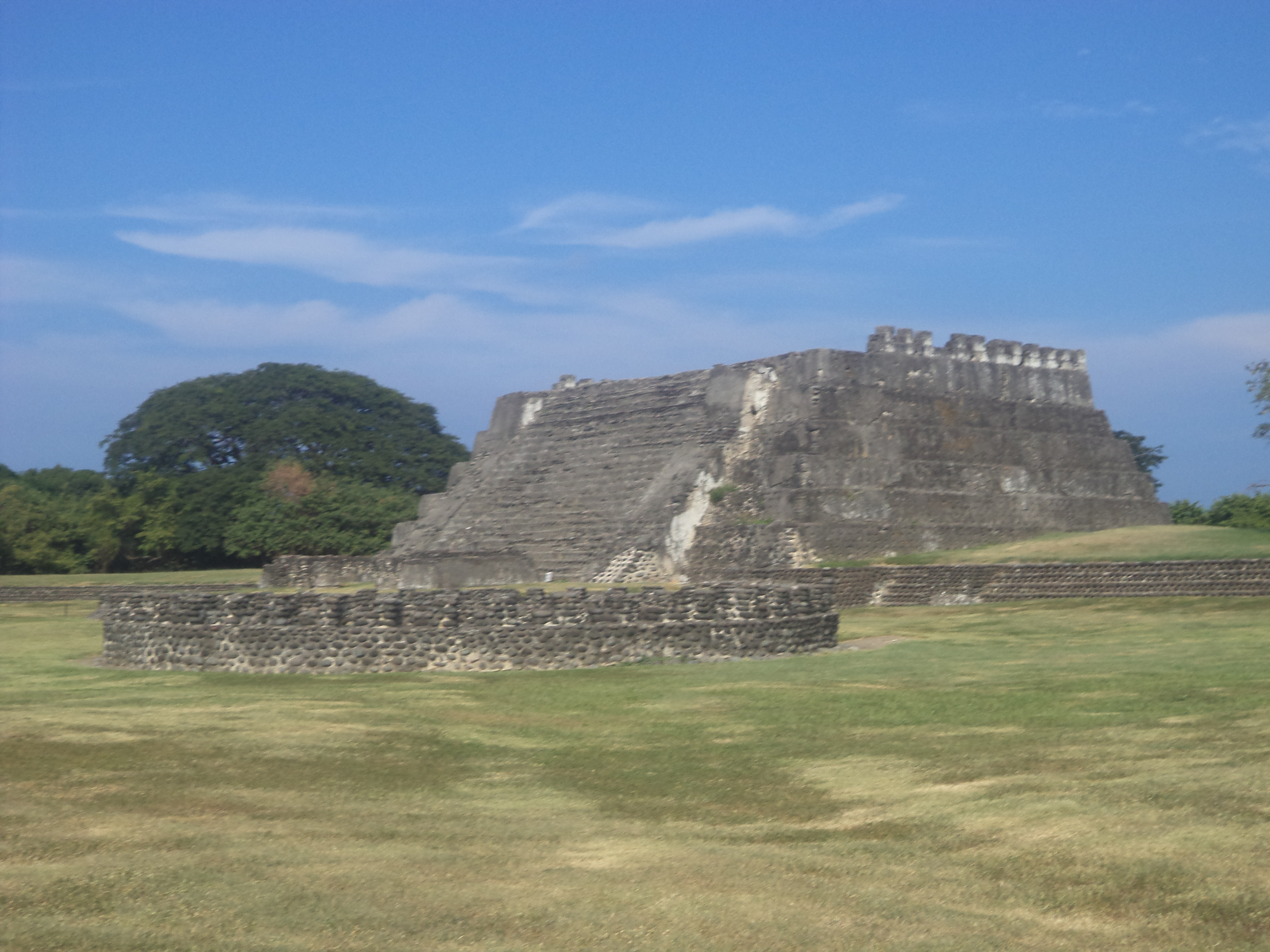
Templo de las chimeneas. Templo principal de Cempoala

Cuando Cortés pidió la eliminación de varias prácticas totonacas, los sacerdotes respondieron que los dioses brindaban salud y bienestar a la gente, y por ello no podían abandonar los sacrificios ni a la religión. Díaz describió:
Y como Cortés y todos nosotros vimos aquella respuesta tan desacatada, habíamos visto tantas crueldades y torpedades, ya por mí otra vez dichas, no las pudimos sufrir.
En respuesta a los sacerdotes, Cortés le dijo a sus hombres «¿Cómo podemos hacer ninguna cosa buena si no lo volvíamos por la honra de Dios y en quitar los sacrificios que hacen a los ídolos?», y ordenó que, aunque les costara la vida, tenían que derrocar a los ídolos y prepararse para pelear en caso de que los intenten defender. Cortés entonces ordenó a los señores de la ciudad que los ídolos tenían que ser derrocados. En respuesta a esto, Xicomecóatl ordenó que los guerreros tenían que proteger a los templos y no debían dejar a los españoles pasar. Xicomecóatl intentó convencer a Cortés para evitar que la situación continúe, y le dijo que si abandonaban a los dioses todos habrían de perecer, incluyéndolo a él y a sus hombres. Cortés respondió diciendo que estaban siendo engañados para hacer sacrificios, y que eso estaban intentado detener desde un inicio, y por lo tanto, si los de Cempoala no los derrocaban, ellos mismos lo harían. Cortés continuó amenazando a Xicomecóatl y a varios señores y comandantes de la ciudad para que derroquen a los ídolos. Ellos simplemente respondieron que los españoles simplemente no eran dignos para los dioses, y que podían intentar derrocarlos si querían, pero que no lo harían con su consentimiento. Los españoles inmediatamente subieron al templo principal, donde tiraron las estatuas representando a dioses como Quetzalcóatl por las escaleras. donde se rompieron en pedazos. Díaz describe que los sacerdotes, al ver a las estatuas de los dioses rotas, se pusieron a llorar e intentaron no ver la destrucción, y rezaban para ser perdonados por los dioses. Entonces llegaron varios soldados a la ciudad preparándose para disparar flechas contra los españoles y matarlos. Cortés entonces ordenó a Xicomecóatl que detuviera a los soldados inmediatamente o lo mataría. Al oír esto, Xicomecóatl corrió enfrente de los soldados y ordenó que no disparar a los españoles ni atacarlos. El conflicto finalizó en ese momento, y Cortés decidió intentar realizar un acuerdo con Cempoala para calmar la situación.

### Paz restablecida
Tras la profanación de los templos y la destrucción de varias estatuas y esculturas de dioses, Cortés ordenó que los escombros de éstas sean quemadas y enterradas en un lugar donde no vuelvan a ser encontradas. Cortés dijo que a partir de ahora Cempoala y España eran grandes aliados y tendrían éxito en la rebelión contra Moctezuma. Pidió que para que esta alianza sea posible los ídolos de los templos tenían que ser removidos, y tenían que dejar que los españoles pusieran una representación de María de Nazaret en el templo principal. También ordenó que se limpiara la sangre que se encontraba en los templos y se creara un altar con flores. Finalmente ordenó que cuatro sacerdotes se pusieran a trabajar en esta nueva iglesia bajo la vigilancia de un soldado viejo llamado Juan de Torres, y que se construyera una cruz de madera en la ciudad. Al día siguiente, fray Bartolomé de Olmedo dio misa en la ciudad, donde las ocho mujeres ofrecidas por Xicomecóatl fueron bautizadas y ofrecidas a los soldados de Cortés. Tras esto, se restableció la alianza entre España y Cempoala, aunque este no sería el último conflicto en esta ciudad.
Cortés se fue de Cempoala rumbo a Tenochtitlán. Antes de irse, le dijo a Xicomecóatl que iba a hablar con Moctezuma para que deje de causar problemas en la ciudad, y le pidió que cuidara bien de la iglesia y de la cruz. También le pidió 200 guerreros para defenderse en el viaje, al igual que 50 comandantes.
Durante los meses siguientes, Xicomecóatl recibió regalos de Cortés como muestra de la alianza.

### Mexicas contra Cempoala
Durante los mese después de la partida de Cempoala, varios comandantes y señores del pueblo comenzaron a recibir amenazas de Moctezuma por la rebelión. Cortés constantemente intentó calmar a los señores afirmando que nada les sucedería, uno de los motivos de los regalos que fueron ofrecidos a Xicomecóatl.

## Arresto de Pánfilo de Narváez
El capitán español Pánfilo de Narváez, enviado en marzo de 1520 por el gobernador de la colonia española de Cuba, Diego Velázquez de Cuéllar, para capturar a Hernán Cortés debido a haber desobedecido a su orden de no zarpar a la Península de Yucatán, comenzó a atacar a la ciudad de Cempoala. Llegó a saquear al pueblo, secuestrando a las ocho mujeres bautizadas previamente (se habían quedado en Cempoala debido a que los españoles no querían que se metieran en ningún combate), y robando varios regalos enviados por Cortés. Xicomecóatl intentó amenazar a Pánfilo, advirtiendo que si intentaba robar los regalos de Cortés, éste iría a matarlo. Cortés, al recibir la noticia sobre la llegada de Pánfilo, quien iba rumbo a Tenochtiltán, decidió partir a Cempoala para derrotarlo.
Cortés le envió a Pánfilo una orden diciendo que tenía que devolver lo robado a XIcomecóatl, pero éste decidió ignorarla.
Xicomecóatl llegó a decirle a Pánfilo «¿Qué hacéis que estáis muy descuidado? ¿Pensáis que Malinche y los teules que trae consigo que son ansí como vosotros? Pues yo os digo que cuando no os catáredes, será aquí y os matará», de lo cual él y sus hombres se burlaron. Eventualmente los hombres de Cortés llegaron a Cempoala el día 27 de mayo de 1520, pero sus armadas estaban fuertemente superadas en número, pues Cortés solo poseía 266 españoles y unos pocos indígenas para vencer a Narváez, mientras que éste poseía entre 550 y 750 españoles, al igual que múltiples piezas de artillería. Sin embargo, Cortés decidió intentar arrestar a Narváez a pesar de las circunstancias.
Al llegar a Cempoala, Cortés logró capturar a un espía llamado Gonzalo Carrasco, quien sabía la localización de Narváez y sus fuerzas. Gracias a él, las tropas de Cortés determinaron que Narváez se encontraba en uno de los templos principales, y había varias piezas de artillería para defender el sitio en caso de un ataque, aparte de la gran cantidad de soldados quienes se encontraban vigilando el sitio desde otros templos.
Cortés logró utilizar el clima para su ventaja, pues llegó a Cempoala en una noche durante una fuerte lluvia, lo cual dificultó la vista a los soldados de Narváez. Debido a que Narváez no pensaba que Cortés iba a venir, llegó a ignorar varias advertencias de parte de algunos de sus soldados. Carrasco fue uno de los hombres quienes intentaron alertar a Narváez, pero éste decidió ignorarlo.
El primer acto que Cortés ordenó fue capturar la artillería de Narváez. Para ello, ordenó a un escuadrón comandado por un capitán llamado Pizarro (que no debe confundirse con Francisco Pizarro) para capturar tantas balas de cañón fueran posibles. Otro escuadrón de alrededor de 40 hombres, liderado por Gonzalo de Sandoval, se encargaría de llegar al templo donde se encontraba Narváez, para así capturarlo, o matarlo si mostraba resistencia.
Los hombres de Pizarro lograron capturar 18 balas de cañón, pero fue ese el momento donde Narváez finalmente supo de la presencia de Cortés. Narváez, por ello, ordenó a sus hombres disparar la artillería contra el escuadrón de Pizarro, pero solo pudieron disparar 4 veces por la falta de tiempo. De estos 4 disparos, solo uno logró golpear a las tropas, matando a 3 hombres. Varios jinetes intentaron hacer retroceder al escuadrón de Pizarro, pero fallaron en el intento. Alrededor de 7 caballos murieron.

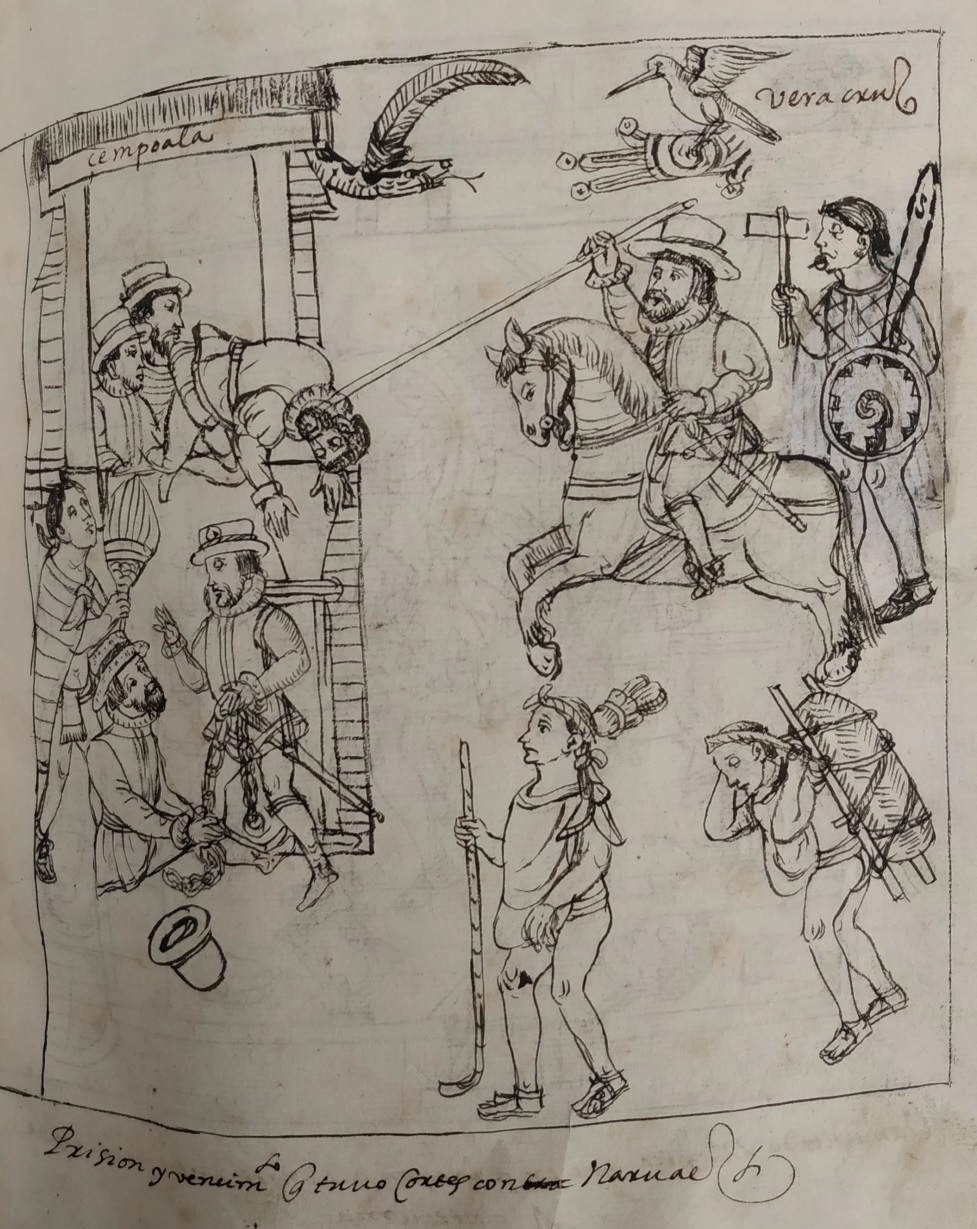
La derrota de Pánfilo de Narváez en Cempoala, según Diego Muñoz Camargo

Tras la falla de la artillería y caballería, Narváez ordenó a sus hombres disparar de sus arcabuces desde los templos. 7 hombres salieron heridos. Fue entonces cuando Sandoval logró llegar al templo donde se encontraba Narváez, lo cual forzó a éste a dividir sus tropas para disparar contra las tropas de Sandoval. Cortés entonces utilizó la artillería capturada y la apuntó al templo, forzando a Narváez y a sus hombres a bajar de él.
En ese momento, se libró el último enfrentamiento entre los últimos soldados de Narváez y los piqueros de Cortés. Fue durante el enfrentamiento cuando Narváez fue apuñalado en el ojo por uno de los piqueros de Cortés, dejándolo gravemente herido. Fue capturado prontamente después de esto, terminando la batalla.
Xicomecóatl, sin embargo, salió herido después de la batalla, pues había sido atacado por un soldado de Pánfilo de Narváez mientras intentaba esconderse del caos. Cortés, al encontrarlo, lo mandó a su palacio para ser curado de sus heridas. Después del evento, Pánfilo fue arrestado y el resto del ejército de éste se unió a Cortés. Cortés volvió a Tenochtitlán tras el fin del combate, donde la guerra de Tenochtitlán iniciaría tras enterarse de que, durante su ausencia, Pedro de Alvarado había ordenado una matanza de civiles durante la fiesta de Tóxcatl, lo cual llevó al inicio de la Noche Triste, en la noche del 30 de junio de 1520.
Xicomecóatl sobrevivió, y continuó apoyando a los españoles durante la guerra, mandando refuerzos para las tropas de Cortés tras la Noche Triste y la Batalla de Otumba.